# Franc Mirt
Franc Mirt, slovenski trgovec in slikar, * 17. november 1867, Kobarid,  † 18. januar 1938, Trst.

## Življenje in delo
Ljudsko šolo je obiskoval v rojstnem kraju, nato se je vpisal na goriško gimnazijo, a družinske razmere mu niso dopustile, da bi gimnazijo v kateri je bil sošolec pesnika Josipa Pagliaruzzija končal. Peto šolsko leto je iztopil in odšel v Trst. Tam  se je posvetil trgovini, ves svoj prosti čas pa posvetil slikanju. Kot slikar je bil samouk. Prve slikarske napotke je dobil pri mojstru Eugeniju Scompariniju, ki je vodil slikarski oddelek na šoli za obrtne mojstre v Trstu in iz katerega so izšli tudi Silvester Godina, Albert Sirk, Avgust Černigoj in drugi slikarji. Njegova prva znana slika je avtoportret iz leta 1891. Razstavljal je samo enkrat in sicer v Ljubljani na II. razstavi slovenskih slikarjev skupaj z Rihardom Jakopičem, Ivanom Grogarjem, Ferdom Veselom in drugimi znanimi slikarji. Na razstavi je predstavil portret svojega očeta. Mirt je bil prvi tržaski slovenski slikar, ki je poslal svojo sliko na ljubljansko razstavo in bil deležen pohvale Rudolfa Maistra v Ljubljanskem zvonu.
Slikal je skoraj izključno samo v olju portrete, pejsaže ter tihožitja vrtnin in cvetja. Slogovno se njegova dela realistična z opaznimi romantičnimi elementi. V kasnejših letih pa je raziskoval barvo v impresionističnem smislu.